# Roy Bargy
Roy Fredrick Bargy (31. července 1894 – 16. ledna 1974 Vista) byl americký skladatel a pianista.

## Životopis
Narodil se v Newaygu v Michiganu a vyrostl v Toledu v Ohiu. V roce 1919 začal spolupracovat s Charleym Straightem v Imperial Piano Roll Company v Chicagu, hrál, aranžoval a skládal. Od roku 1920 do roku 1922 byl kapelníkem, klavíristou a aranžérem Bensonského orchestru v Chicagu (potom byl nahrazen Donem Bestorem) a později spolupracoval s orchestry Ishama Jonese a Paula Whitemana a nahrával sólové klavírní nahrávky pro Victor Records.
V roce 1928 byl prvním klavíristou, který nahrál klavírní koncert George Gershwina Concerto in F (v aranžmá Ferde Grofé; s Paulem Whitemanem a jeho koncertním orchestrem).
Od roku 1943 do svého důchodu byl hudebním ředitelem Jimmyho Duranta.

## Úmrtí
Roy Bargy zemřel ve Vista (Kalifornie), ve věku 79 let.

## Vybrané kompozice
- Ditto (1920)
- Omeomy (1920)
- Slipova (1920)
- A Blue Streak (1921)
- Knice and Knifty (s Charley Straight, 1921)
- Rufenreddy (s Charley Straight, 1921)
- Behave Yourself (1922)
- Jim Jams, No. 7 from Piano Syncopations (1922)
- Justin-Tyme (1922)
- Pianoflage (1922)
- Sunshine Capers (1922)
- Sweet And Tender (1923)
- Feeding The Kitty (1924)
- Get Lucky (1924)
- Trouble In Thirds (1925)